# Palpares sobrinus
Palpares sobrinus es una especie de "león de hormigas" de la familia Myrmeleontidae. Es propia del sur de África.

## Descripción
Es relativamente grande, con una envergadura de alas que puede llegar a los 5 cm. Posee anchas alas de un color marrón oscuro moteado. Los machos tienen apéndices largos al final del abdomen.

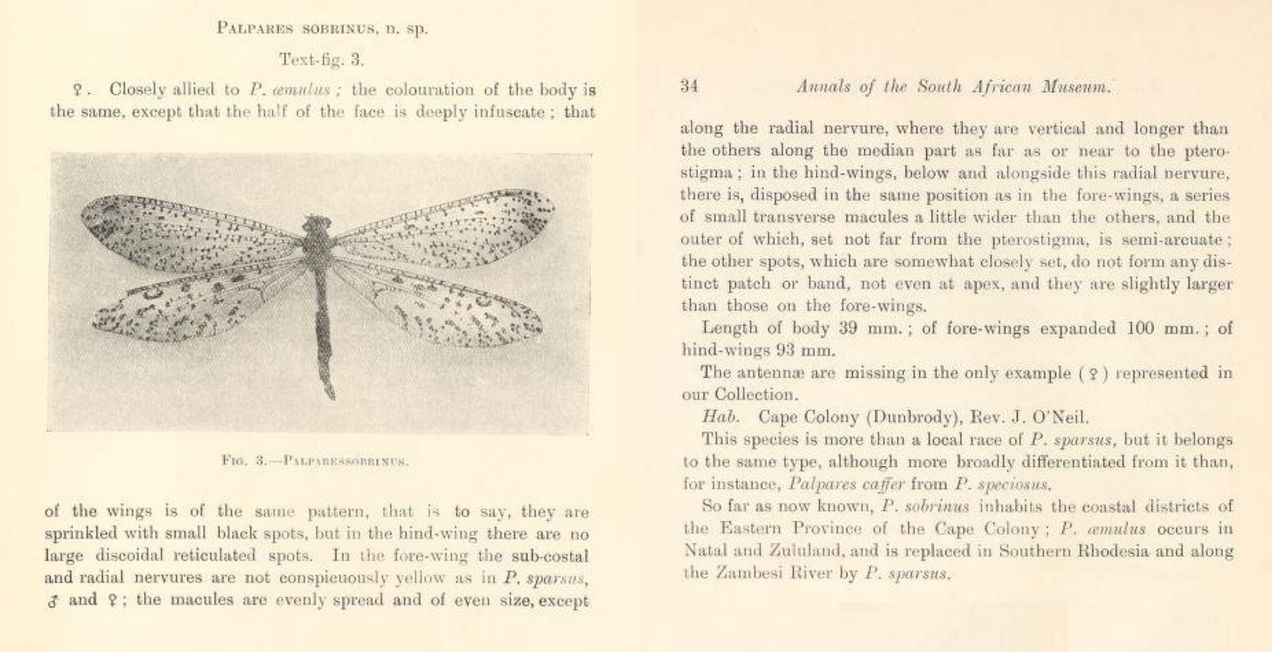
Descripción científica original de Palpares sobrinus por Louis Péringuey.

## Distribución
Esta especie es bastante común en los pastizales del noreste de Sudáfrica. También ha sido avistada en Namibia, Botsuana y Zimbabue.